# Туђице
Туђице или позајмљенице су речи страног порекла које у сваки језик, па тако и у српски језик, улазе кроз контакте са другим народима. Најчешће је то директно преузимање, мада постоје и туђице које су у народни језик ушле преко језика посредника. У зависности од тога које су речи у питању и из ког језика су преузете, могу претрпети одређени вид прилагођавања, што подразумева усклађивање са језичком нормом, првенствено на фонолошком и правописном нивоу, а онда и на синтактичком и морфолошком.
Највише туђица у српски језик ушло је из турског језика, због вишевековног утицаја Турске на Балкану.

## Подела књижевне лексике
Према пореклу, речи у српском језику деле се на српске народне речи, црквенословенске речи и позајмљенице (турцизми, германизми, галицизми, италијанизми, хунгаризми, русизми, грцизми, латинизми, англицизми и др).
Као и у многим другим светским језицима и у српском је веома честа појава позајмљивања речи из других језика. Речи су се најчешће позајмљивале из језика суседних земаља или земаља са којима је Србија имала одређене културно-историјске односе. Такве речи су најчешће дошле из турског, немачког, мађарског, француског, грчког, енглеског и руског језика. Позајмљене речи су се с временом одомаћиле у српском језику, па се готово и не види разлика између домаћих и страних речи, нити се у бројним случајевима може распознати да је у питању позајмљена реч.
Поједине туђице које се свакодневно употребљавају вековима се користе у српском језику. За неке од њих не постоје одговарајуће замене (нпр. атом, карикатура, телефон), док за неке постоје одговарајуће замене (нпр. авлија=двориште, шнајдер=кројач, шраф=завртањ)
- Српске народне речи — Већину речи у савременом српском језику чине српске народне речи. Оне су настале у нашем језику или су наслеђене из језика наших предака. Оне сведоче о томе чиме су се наши преци хранили (грах, жито, пиво), како су преживљавали (плуг, рало, мотика, стадо, удица, мрежа, орање, копање, сејање), како су се облачили (вуна, шав, шивење, ткање) или забављали (свирала, бубањ, гусле, свирати, певати, плесати, пиштаљка).
- Речи из црквенословенског језика — Црквенословенски језик је стари књижевни језик православне цркве и културе уопште. Многе речи су из њега ушле и у народни језик. Неке од њих су: ваздух, васиона, васкрснуће, општи, општина, суштина, сабор, савет, савест...
- Туђице или позајмљенице су речи страног порекла.

## Потреба за туђицама у српском језику
Туђице су неопходне у језику, јер би без њих комуникација била оскудна. Српски лингвиста Егон Фекете сматра их средством за обогаћивање језика. Иако се у неким текстовима и у свакодневној комуникацији примећује нагомилавање страних израза, па домаће речи које би можда више одговарале бивају запостављене, то ипак не указује на сиромашење језика, већ је одраз лошијег стила, па и недовољног језичког образовања. Према речима Ивана Клајна, савремени лингвисти више не заступају став да се језик квари под налетом страних речи и израза, те да они нису потребни јер је језик довољно богат. Српски језик, на пример, не би био толико богат да није речи страног порекла.
У језик пристиже много туђица, али оне никако не потискују домаће речи, већ функционишу паралелно с њима и то често са специфичним значењем. Тако, на пример, енглеска реч dejt (састанак) у српском језику покрива само део значења ове именице и означава искључиво љубавни састанак. То не значи да ће се изгубити израз љубавни састанак, а поготово реч састанак, јер туђица дејт нема тенденцију да се шири на остала значења ове именице (нпр. пословни дејт). На сличан начин се могу објаснити и англицизми бизнис, шоу, шопинг, које се користе кад се мисли на одређену врсту пословања, забавне емисије, куповине (када купујемо хлеб и млеко, не кажемо да идемо у шопинг). Тако стручњаци за маркетинг, на пример, користе велики број англицизама зато што они у својој реалности сусрећу низ врло специфичних концепата, које углавном упознају на енглеском језику. При томе није доказано да због тога неке речи ишчезавају из њиховог матерњег језика.
Многе позајмљенице се могу заменити неком од домаћих речи. Може се рећи:
- рачунар уместо компјутер (мада се и овде говори о специфичностима у значењу сваке од њих),
- сукоб уместо конфликт,
- међународни уместо интернационални,
- расправа уместо дискусија,
- замисао уместо идеја...

Разлог зашто ове и сличне речи стабилно стоје у српском језику јесте, између осталог, творбени потенцијал које имају, за разлику од српских речи. Од компјутера се могу извести компјутеризовати, -изован, -изација, док са речју рачунар то није случај, а слично је и са осталим наведеним речима.

### Турцизми
Турцизми су туђице пореклом из турског језика. Многе од њих потпуно су одомаћене у српском језику. Не гледамо на њих као на речи страног порекла и често немају синониме. Данас у савременом српком језику има око 3000 турцизама који су се одомаћи. Поједине речи као што су дуван, шегрт или гунгула су чак нестале из савременог турског језика, а ми их и даље употребљавамо. Неки од турцизама су:
- авет (сабласт, утвара)
- авлија (двориште)
- ајвар
- алав (прождрљив)
- алка (карика)
- алат (прибор за рад)
- бакар
- бакшиш (напојница)
- Балкан
- барјак (застава)
- барут
- башта (врт)
- боза
- боја
- бубрег
- вајда (корист)
- дадиља (неговатељица)
- дуван
- дугме
- дуд
- дућан (продавница)
- душманин (љути непријатељ)
- ђаконија (посластица)
- еснаф
- ђерам
- ђердан (огрлица)
- ђевђир (цедиљка)
- ђон (оплата)
- ђубре (отпад)
- ђутуре (укупно)
- ексер
- жрвањ
- занат
- јастук
- јок (не)
- јорган
- јоргован
- јуриш
- кабаст (гломазан)
- каиш (опасач)
- канџа
- капија (вратнице)
- кафа
- кашика
- кеса (врећа)
- кестен
- кирија (закуп, најам)
- кичма
- комшија (сусед)
- креч
- кутија
- лимун
- мајмун
- маказе (сечице)
- марама (рубац)
- мезе (закуска)
- мусака
- мушема
- муштулук
- наранџа
- олук
- оџак (димњак)
- папагај
- папуча
- парче (део)
- патлиџан (плави парадајз)
- пекмез
- пешкир (убрус)
- пиринач
- пита
- памук
- ракија
- раф (полица)
- сандук (шкриња)
- сапун
- сат
- сокак (мала улица)
- талас
- таманити (уништавати)
- тараба (ограда)
- тазе (свеже)
- тепсија
- торба
- топ
- ћебе
- ћилим
- ћошак (угао)
- хајдук (одметник, побуњеник)
- хапсити
- чаир (пашњак, ливада, пољана)
- чекић (маљ)
- чарапа
- челик
- чесма
- чизма
- џабе (бесплатно)
- џак (врећа)
- џезва
- џеп
- џин
- шегрт (помоћник)
- шуга
- шатор
- шећер

### Англицизми
Занимљив је став лингвисте Марка Симоновића, који је докторирао управо на туђицама, а који излаже на примеру англицизма селфи (selfie). Он ову и сличне речи види заправо као наше речи, јер у енглеском језику не постоји реч селфи која је мушког рода, са краткосилазним акцентом и множином селфији. Симоновић сматра да је српски језик у контакту са енглеским развио обрасце којима говорници на основу енглеских коренова без икаквог напора граде наше речи. То је знање које наш језик чини виталним, а не угроженим.
Идеју да се англицизам селфи замени речју својко Он тумачи на следећи начин: „Треба правити разлику између језичне креативности (нпр. настанка речи својко) и протеривања туђица (наметања својка да би се искоренио селфи). Илузија је да не могу мирно и трајно једна поред друге постојати позајмљеница и кованица, тисућа и хиљада, ћирилица и латиница итд. Својко неће заживети јер се уводи негативном идеологијом, али и зато што је као реч слабо употребљив: подсећа на стојко, не може се ставити у множину, и има акузатив једнине као да означава нешто живо (нпр. „Видим својка”). Много би веће шансе имала женска верзија: својка.”

Англицизми су речи преузете из енглеског језика и оне у српски језик данас највише продиру. У српском, као и многим другим језицима, једноставно нема многих концепата који се креирају и глобално шире у креативним индустријама и пословним сферама Америке и Британије. Оригиналне речи су први и најједноставнији начин да се те нове реалности упознају и прихвате. Захваљујући томе, енглески језик је од историјски највећих позајмљивача речи на свету постао највећи давалац. Међу речима за које би било бесмислено налазити замену свакако су: интернет, хит, маркетинг и др. Англицизми улазе у наш језик на више начина:
- Неки англицизми се данас у српском језику, у свакодневном разговору, користе без разлога јер за њих постоје егзактне српске речи.
- С друге стране, постоје многе домаће језичко-морфолошке форме којима смо енглеске речи прилагодили нашем језику. Тако је, на пример, за фармерке марке Levi's настала српска реч левиске, а за патике марке Chuck Taylor All-Stars реч старке.
- Постоји и лингвистичка техника позната као калкирање (од калк — calque). Ова техника добро је позната у немачком и француском језику и њоме се стварају нове речи које представљају директан, али пажљив и креативан превод корена оригиналне стране речи. Пример за то је наша реч цепидлачење, која је заправо директан превод енглеског оригинала splitting hairs.[8]

Неки примери англицизама у српском језику су:
- беџ
- компјутер
- лорд
- магазин
- пудинг
- римејк
- рум
- сноб
- спорт
- трик
- фарма
- фармер
- филм
- фудбал
- џемпер
- џунгла

### Германизми
Германизми су речи пореклом из немачког језика:
- анкер (сидро, котва)
- берза
- вага
- децидиран (јасан, одлучан, одређен, недвосмислен)
- дресура
- гроф
- кељ
- кромпир
- кугла
- куплунг (квачило, спојка)
- курцшлус (кратак спој)
- мајстор
- малтер
- пегла (глачало)
- пумпа (шмрк, црпка)
- ривал (супарник)
- футрола (корице)
- цака (досетка, смицалица)
- шланк (витак)
- шминка
- шмокљан (глупан, неспретњаковић, сметењак)
- шпајз (остава)
- шрафцигер (одвијач, одвртач)
- шунка

### Галицизми
Галицизми су речи француског порекла:
- аванс (предујам)
- амортизер
- артиљерија
- армија
- артикл (производ)
- ас (првак)
- бајонет
- бал
- банкет
- батаљон
- биланс (завршни рачун)
- билијар
- биро
- бригада
- вињета
- воал
- водвиљ
- габарит
- дама
- гаранција
- гардероба (одећа)
- десерт (посластица)
- дренажа (одводњавање)
- журнал (дневник)
- кантон (област, округ)
- командир
- курир (гласник)
- манир (начин понашања)
- мода
- модел
- ноншалантно (немарно)
- параф (скраћени потпис)
- пардон (извините)
- плафон (таваница)
- регрут
- резерва
- тирада
- шансона (песма)
- шарлатан (варалица, надристручњак, хвалисавац)

### Италијанизми
Италијанизми су речи италијанског порекла:
- арија
- багатела (ситница, јефтиноћа)
- банда
- банка
- бас
- бокал
- бомба
- браво
- виолина
- галерија
- кабаница
- капут
- каса
- компанија
- компас
- креденац (кухињски ормар)
- лава
- милион
- салама
- салата
- сируп
- теракота
- торта
- цитадела (тврђава)
- шкарт (неупотребљива роба)

### Хунгаризми
Хунгаризми су речи пореклом из мађарског језика:
- ашов
- битанга
- бунда
- варош
- вашар
- газда
- гулаш
- дереглија
- добош
- кип
- коров
- кочија
- лопов
- лопта
- марва
- салаш
- ципела

### Русизми
Русизми су речи руског порекла:
- вотка
- запета
- књаз
- кумир
- рејон
- степа
- тундра
- чистка
- шињел

### Грцизми
Грцизми или грецизми су речи преузете из грчког језика. Постоје туђице у српском језику које сматрају грцизмима, али су заправо у оба језика ушле из турског. Неке од речи које потичу из грчког језика, а свакодневно се користе у српском:
- анђео
- антипатичан (непривлачан)
- апатичан (безвољан)
- дијаметар (пречник)
- епител
- икона
- јеванђеље
- манастир
- фреска
- колиба
- комад (парче)
- атмосфера
- архитекта
- апотека
- библиотека
- географија
- гимназија
- гимнастика
- граматика
- демократија
- идеја
- метал
- парафраза
- радијус (полупречник)
- самар
- симпатичан (привлачан)
- стил
- театар (позориште)
- филозофија
- центар (средиште)
- цилиндар (ваљак)

### Латинизми
Латинизми су речи из латинског језика:
- агенс (узрок)
- аграр (пољопривреда)
- акомодација (прилагођавање)
- амбидекстер
- архива
- аукција
- афинитет (склоност)
- вијадукт
- вулкан
- геније
- датум
- дигресија
- директор
- дисциплина
- дупликат
- евентуално (могуће)
- евидентно (очигледно)
- елемент
- емигрант (исељеник)
- еминентан (угледан)
- ентитет
- имиграција (усељавање)
- индиферентан (равнодушан)
- инкарнација (отелотворење)
- инсект (буба)
- инсерт (уметак)
- интегритет (неповредивост)
- интензитет (јачина)
- ирелевантан (споредан)
- кацига
- квота
- конфузија (збрка)
- конкаван (удубљен)
- контрадикторан (противречан)
- конвексан (испупчен)
- корпулентан (крупан, дебео)
- крчаг
- култура
- ламент (јадиковање)
- Медитеран (Средоземље)
- мелиорација
- ноторан (очигледан)
- нуклеус (језгро)
- опсесија (обузетост)
- оралан (усни)
- орбита
- принципијелност (доследност)
- предиспозиција
- професор
- процесија (поворка)
- релативан (условљен)
- реликт
- спонтано
- спорадично (повремено)
- стриктан (одређен)
- тенденција (тежња)
- фасцинација (опчињавање)
- флагрантно (уочљиво)
- фундамент (темељ, основа)

Постоје, наравно, и речи одомаћене у нашем језику и из многих других језика. Тако су, на пример, из арапског дошли арабизми, какви су алгебра и алманах, из персијског персијанизми алгоритам, чабар и пиџама, из чешког бохемизми обред и земичка и тд.

## Туђице у српском и хрватском језику
Тридесетих година 19. века Хрвати су за свој књижевни језик узели штокавско наречје и од тада имају склоност да га чисте од туђица, док сами Срби ту склоност немају. Непосредна последица језичке реформе Вука Караџића јесте та да су из српског књижевног језика избачени многи словенизми и русизми, а убачени многи турцизми. Али празнина која је остала након избацивања славенизама и русизама била је толика да се морала надоместити интернационализмима, док Хрвати никада нису били у тој ситуацији.
Хрвати имају склоност да избегавају турцизме, па на пример не кажу ћебе него дека, претпостављајући германизам у односу на турцизам. Хрвати такође избегавају и директне грцизме, па уместо грчке речи хиљада употребљавају словенску реч тисућа. такође избегавају и интернационализме. Неотпорност српског језика на интернационализме последица је много чинилаца, а првенствено Вукове реформе. Зато се у српском користе интернационализми, а у хрватском славенизми (адвокат—одвјетник, апотека—љекарна, артиљерија—топништво, библиотека—књижница, географија—земљопис, голман—вратар, директор—равнатељ, економија—господарство итд). Српски лингвисти ни данас нису склони пречишћавању језика од туђица и кроатизмима.

## Српске речи у другим језицима
Није српски језик који је само „увозио” речи и прилагођавао их свом изговору и употреби. Постоје речи које потичу из српског језика, а које су део речника других језика. оне се називају србизми.

##### Србизми у енглеском језику
У великом речнику енглеског језика, налазе и неке српске речи:
- Vampire (вампир) је први и најпознатији србизам забележен у енглеском речнику. Он се у енглеском језику налази од прве половине 18. века. У британском издању не наводи се да је ова реч конкретно српског порекла, већ пише да је словенског. Међутим, у америчком издању је овај детаљ убачен, па је ова реч у њиховом речнику реч српског порекла, односно србизам.
- Paprika (паприка) је такође један србизам који се налази у стандардном енглеском вокабулару.

У енглеског језику укупно постоји 28 србизама, али се већина ређе користи. За разлику од вампира и паприке, који су део уобичајеног вокабулара енглеског језика. Међу србизмима у енглеском језику су и:
- Slivovitz (шљивовица; стручњаци сматрају да је шљивовица у енглески језик дошла посредством немачког језика)
- Slava (означава управо славу као српски народни о)
- Vila или wili (једно од словенских митолошких бића за које су други народи сазнали тек у 19. веку, када су се нашла у речнику енглеског језика. Реч Vila записана је у неким текстовима који су у вези са натприродним бићима)
- Kolo (означава управо српско коло, врсту плеса која се игра уз српску народну музику).[10]

##### Србизми у турском језику
У савременом турском језику има око стотину речи пореклом из словенских језика. То су, на пример, вишња, мазут, плуг, коса (алатка). Словенске речи су заступљене у дијалектима, односно у оним деловима Турске у којима живе досељеници који воде порекло од словенских народа. Из српског језика преузели су реч Божић, која се на дијалекту изговара Боџук.